# 팀 닌자
팀 닌자(Team Ninja, チームニンジャ)는 일본의 비디오 게임 개발사, 배급사이며 1995년 테크모의 일부로 설립된 코에이 테크모의 한 부서이다. 닌자 가이덴 액션 어드벤처 게임 시리즈와 데드 오브 얼라이브 대전 게임 시리즈로 유명하다.

## 게임
- 데드 오어 얼라이브 (비디오 게임)
- 데드 오어 얼라이브 2
- 데드 오어 얼라이브 3
- 메트로이드: 아더 M
- 젤다무쌍
- 인왕 (비디오 게임)
- 데드 오어 얼라이브 6
- 인왕 2
- 닌자 가이덴